# Charnècles
Charnècles är en kommun i departementet Isère i regionen Auvergne-Rhône-Alpes i sydöstra Frankrike. Kommunen ligger i kantonen Rives som tillhör arrondissementet Grenoble. År 2022 hade Charnècles 1 462 invånare.

## Befolkningsutveckling
Antalet invånare i kommunen Charnècles
Referens:INSEE